# 澳洲東岸
澳大利亚东岸（East Coast of Australia），又称为澳洲东部诸州（eastern states of Australia）或东部沿海（eastern seaboard），是指位於澳大利亚大陆东部海岸线的数个南太平洋沿岸州和相连的内陆地区。该地区目前包括了位于大分水岭以东的昆士兰州、新南威尔士州、维多利亚州、塔斯马尼亚州以及内陆的首都领地。地理位置在南部海岸线、但经济上与东部诸州关系密切的南澳大利亚州有时候也会被包括在“东岸”的范畴内。
澳洲东岸是澳大利亚人口最为密集的地区，拥有了大约八成的澳洲人口。澳洲最大的三个城市悉尼、墨尔本和布里斯班都是位于东部沿岸的世界级大都市，也是澳洲工业、商业、科技、文化、教育、交通和艺术中心。

## 澳洲東岸地區的主要都會
- 澳洲首都領地：
  - 堪培拉
- 昆士蘭州:
  - 布里斯本
  - 黃金海岸
  - 陽光海岸
  - 凱恩斯
  - 湯斯維爾
- 新南威爾士州
  - 悉尼
  - 纽卡斯尔
  - 臥龍崗
- 維多利亞州
  - 墨爾本
  - 基隆
  - 柏拉瑞特
  - 本迪哥
  - 瓦南布爾
- 塔斯马尼亚州
  - 霍巴特
  - 朗塞斯頓
  - 德文港

## 東岸文化
澳洲的主流文化雲集在東岸地區，位於維多利亞州的墨爾本市是澳洲的藝術和文化首都。

## 著名景觀
- 大堡礁
- 大洋路